# سعد الحوطي
سعد محمد الحوطي، من مواليد 24 ديسمبر 1954، لاعب كرة قدم كويتي سابق في مركز وسط الميدان. لعب في نادي الكويت في الفترة ما بين 1967 و1984.
شارك مع منتخب الكويت لكرة القدم في بطولة كأس العالم لكرة القدم 1982 وحصل معهم على كأس آسيا 1980. أقيم حفل أعتزاله سنة 1984 بين ناديي الكويت والعربي .

## روابط خارجية
- سعد الحوطي على موقع الاتحاد الدولي (مؤرشف)  (الإنجليزية)
- سعد الحوطي على موقع قاعدة بيانات كرة القدم.إي يو (الإنجليزية)
- سعد الحوطي على موقع ناشيونال فوتبول تيمز (الإنجليزية)
- سعد الحوطي على موقع Soccerway.com (الإنجليزية)
- سعد الحوطي على موقع عالم كرة القدم.نت (الإنجليزية)
- سعد الحوطي على موقع أوليمبيديا (الإنجليزية)
- سعد الحوطي على موقع GSA (الإنجليزية)